# Луна-12
«Луна-12» — советская автоматическая межпланетная станция (АМС) для изучения Луны и космического пространства.
22 октября 1966 года осуществлён пуск ракеты-носителя «Молния», которая вывела на траекторию полета к Луне АМС «Луна-12». Первоначально станция была выведена на опорную околоземную орбиту с параметрами: наклонение орбиты — 51,92°; период обращения — 88,58 минуты; перигей — 199 километров; апогей — 212 километров, а затем стартовала в сторону Луны. 25 октября 1966 станция «Луна-12» выведена на орбиту вокруг Луны. По окончании торможения станция «Луна-12» вышла на орбиту искусственного спутника Луны со следующими параметрами: высота в апоселении 1742 км (1720 км по расчету), в периселении 103 км (100 км), наклонение 36,6° и период орбиты 205,3 минуты (203,78 минуты). Через ~2 часа после торможения были включены фототелевизионные установки, которые проработали 64 минуты. По результатам съёмки на Землю было передано 28 снимков с ФТУ-Б и 14 снимков с ФТУ-М нормального качества. Информации со спектрофотометра УС-3 получено не было по причине неисправности прибора. Автоматическая станция «Луна-12» проработала на окололунной орбите 86 суток.
18 января 1967 года АМС «Луна-12» упала на поверхность Луны.

## Результаты
- Впервые советской автоматической станцией с орбиты было получено 42 снимка лунной поверхности (28 снимков с ФТУ-Б и 14 снимков с ФТУ-М).
- Были получены уточнённые данные об общем химическом составе Луны по характеру гамма-излучения её поверхности. Методом гамма-спектрометрии было измерено содержание естественных радиоактивных элементов (K, U, Th).
- Впервые обнаружено рентгеновское излучение лунной поверхности, возникающее из-за флуоресценции под воздействием солнечного рентгеновского излучения[1].
- Измерена поверхностная яркость космического рентгеновского фона[2].
- Проведены измерения радиоизлучения на длинных волнах, блокирующихся земной ионосферой[3].